# Tunézia címere

Tunézia címere

Tunézia címere egy három részre osztott pajzs, háttere sárga. Felső része korábban kék színű volt, és egy föníciai vitorláshajót ábrázol. Az alsó rész függőlegesen osztott. A bal oldala, eredetileg is sárga színű, és egy fekete mérleget ábrázol, míg a jobb vörös színű volt, és egy fekete, ágaskodó oroszlán látható rajta, mancsában egy kivont, széles pengéjű szablyával. A pajzs felett egy fehér korong található, rajta egy vörös félholddal és egy csillaggal. A pajzs középső részén, egy szalagon olvasható az ország mottója: „Rend, szabadság, igazság” (arabul „nizám, hurrija, adála”). 